# 682 Hagar
A 682 Hagar egy a Naprendszer kisbolygói közül, amit August Kopff fedezett fel 1909. június 17-én.